# Zentrale Statistikagentur (Äthiopien)
Die Zentrale Statistikagentur Äthiopiens (amharisch የማዕከላዊ ስታቲስቲክስ ኤጀንሲ, englisch Central Statistical Agency of Ethiopia), abgekürzt CSA, ist der Statistische Dienst der äthiopischen Regierung zur Beobachtung der wirtschaftlichen und sozialen Entwicklung des Landes. Sie ist zuständig für die Datenerfassung, Auswertung und Verbreitung von Statistiken.
Geleitet wird die Agentur mit Sitz in Addis Abeba von Generaldirektoren. Generaldirektorin ist 2007 Samia Zekaria.
Die Agentur wurde 1963 gegründet und hieß bis 1989 Central Statistical Office CSO (Zentrales Statistikbüro). Die CSO unterstand zunächst bis 1964 dem Ministerium für Planung und Entwicklung, dann der Planungskommission. 1972 wurde sie neu eingerichtet und der damaligen Planungskommission unterstellt. Im Rahmen einer Restrukturierung wurde die CSO am 9. März 1989 in die Central Statistical Agency umgewandelt, die dem Ministerrat verantwortlich war. Die CSA ist seit 1996 Teil des Ministeriums für wirtschaftliche Entwicklung und Kooperation bzw. seit 2001 des Ministeriums für Finanzen und wirtschaftliche Entwicklung.
2006 anerkannte das Informationsteam der Weltbank die CSA als beste staatliche Agentur für statistische Information in Afrika südlich der Sahara (Subsahara-Afrika).